# James Cunnama
James Cunnama (* 27. April 1983 in Pietermaritzburg) ist ein ehemaliger südafrikanischer Triathlet. Er ist Europameister auf der Triathlon-Langdistanz (2012) und dreifacher Ironman-Sieger (2010, 2017, 2019).

## Werdegang
James Cunnama studierte in der Metropolgemeinde Nelson Mandela Bay an der Nelson Mandela Metropolitan University. Er startete 2005 bei seinem ersten Triathlon.
Im November 2010 erreichte er in Florida seinen ersten Triathlon-Sieg auf der Ironman-Distanz (3,86 km Schwimmen, 180,2 km Radfahren und 42,195 km Laufen).

### Europameister Triathlon-Langdistanz 2012
Im Juli 2012 holte er sich den Titel bei der Triathlon-Europameisterschaft auf der Langdistanz und reihte sich mit seinem Sieg beim Challenge Roth in die Liste der Weltbestzeiten an vierzehnter Stelle ein.
Seit Anfang des Jahres 2015 startete er für das neu gegründete Bahrain Elite Endurance Triathlon Team, welches von Chris McCormack geleitet wird.
Im Februar 2016 startet er in Südafrika im Rahmen der Xterra-Rennserie erstmals im Cross-Triathlon und belegte den zweiten Rang. In Frankreich konnte er im August auf der Triathlon-Langdistanz den Embrunman gewinnen. 2016 konnte er sich erneut für einen Startplatz beim Ironman Hawaii qualifizieren, zusammen mit sieben anderen Athleten aus seinem Team: Mit den beiden Titelverteidigern Daniela Ryf und Jan Frodeno, mit seiner Verlobten Jodie Swallow, Terenzo Bozzone, David Pleše, Brent McMahon und Ben Hoffman. Er belegte im Oktober den 26. Rang.

Im August 2017 holte sich der damals 34-Jährige bei der Erstaustragung des Ironman Hamburg seinen zweiten Ironman-Sieg. Beim Ironman Hawaii belegte er im Oktober den fünften Rang.
Beim Ironman Hawaii 2018 belegte er den 17. Rang. Im Juni 2019 gewann er mit dem Ironman France sein drittes Ironman-Rennen. Im März 2021 erklärte er seine aktive Zeit für beendet.

### Privates
James Cunnama ist seit Dezember 2016 mit der ehemaligen britischen Triathletin Jodie Cunnama (* 1981) verheiratet und die beiden lebten mit drei gemeinsamen Kindern in Port Elizabeth. Heute ist er als Presenter beim Global Triathlon Network (GTN) tätig und lebt mit seiner Familie in Brentwood in England.

## Sportliche Erfolge
| Datum/Jahr    | Rang | Wettbewerb                       | Austragungsort        | Zeit     | Bemerkung |
| ------------- | ---- | -------------------------------- | --------------------- | -------- | --- |
| 27. Jan. 2019 | 3    | Ironman 70.3 South Africa        | East London           | 03:56:25 | |
| 17. Sep. 2017 | 1    | Ironman 70.3 Weymouth            | Weymouth              | 04:02:32 | |
| 2. Sep. 2017  | 1    | Ironman 70.3 Lanzarote           | Lanzarote             | 03:47:07 | |
| 11. Juni 2017 | 2    | Ironman 70.3 Switzerland         | Rapperswil-Jona       | 03:51:06 | |
| 29. Jan. 2017 | 2    | Ironman 70.3 South Africa        | East London           | 04:11:27 | |
| 10. Juli 2016 | 3    | Ironman 70.3 Jönköping           | Jönköping             | 03:53:01 | Dritter bei der Erstaustragung                                                                                          |
| 24. Jan. 2016 | 3    | Ironman 70.3 South Africa        | East London           | 04:09:11 | |
| 5. Dez. 2015  | 3    | Ironman 70.3 Bahrain             | Manama                |          | drittes Rennen der „Challenge Triple-Crown-Serie“ – das Rennen musste witterungsbedingt als Duathlon ausgetragen werden |
| 10. Mai 2015  | 1    | Ironman 70.3 Vietnam             | Đà Nẵng               | 03:51:29 | Sieger bei der Erstaustragung                                                                                           |
| 27. Feb. 2015 | 17   | Challenge Dubai                  | Dubai                 | 03:52:57 | beim ersten Rennen der „Challenge Triple-Crown-Serie“                                                                   |
| 6. Dez. 2014  | 6    | Challenge Bahrain                | Bahrain               | 03:44:29 | bei der Erstaustragung                                                                                                  |
| 7. Sep. 2014  | DNF  | Ironman 70.3 World Championships | Mont-Tremblant        | –        | Sturz auf der Radstrecke bei der Ironman 70.3 Weltmeisterschaft                                                         |
| 26. Jan. 2014 | 1    | Ironman 70.3 South Africa        | East London           | 04:05:00 | |
| 22. Sep. 2013 | 1    | Ironman 70.3 Cozumel             | Cozumel               | 03:44:06 | |
| 1. Sep. 2013  | 1    | Challenge Walchsee-Kaiserwinkl   | Walchsee              |          | |
| 28. Okt. 2012 | 4    | Ironman 70.3 Miami               | Miami                 | 03:45:27 | |
| 6. Mai 2012   | 3    | Wildflower Triathlon             | Lake San Antonio      |          | |
| 30. Apr. 2011 | 3    | Wildflower Triathlon             | Lake San Antonio      |          | 1,9 km Schwimmen, 90 km Radfahren und 21,1 km Laufen                                                                    |
| 20. März 2011 | 2    | Ironman 70.3 Singapore           | Singapur              | 03:51:45 | [ 10 ] |
| 23. Jan. 2011 | 2    | Ironman 70.3 South Africa        | East London           |          | |
| 17. Okt. 2010 | 1    | Ironman 70.3 Austin              | Austin                | 03:53:57 | [ 11 ] |
| 15. Aug. 2010 | 2    | Embrunman                        | Embrun                |          | |
| 13. Juni 2010 | 5    | Challenge France                 | Niederbronn-les-Bains | 04:06:28 | Fünfter über die Mitteldistanz (1,9 km Schwimmen, 90 km Radfahren und 21,1 km Laufen)                                   |
| 6. Juni 2010  | 2    | Challenge Kraichgau              | Kraichgau             | 03:56:28 | auf der Halbdistanz hinter dem Deutschen Norman Stadler                                                                 |
| 21. März 2010 | 2    | Ironman 70.3 Singapore           | Singapur              | 03:54:23 | [ 13 ] [ 14 ] |
| 17. Jan. 2010 | 2    | Ironman 70.3 South Africa        | East London           | 04:09:34 | neuer Rekord auf der Laufstrecke mit 01:14:29 Stunden für den Halbmarathon, hinter dem Briten Fraser Cartmell           |
| 15. Aug. 2009 | 3    | Embrunman                        | Embrun                |          | |
| 14. Juni 2009 | 2    | Challenge Kraichgau              | Kraichgau             | 04:02:17 | |

| Datum/Jahr    | Rang | Wettbewerb                                                   | Austragungsort  | Zeit     | Bemerkung                                                                                         |
| ------------- | ---- | ------------------------------------------------------------ | --------------- | -------- | ------------------------------------------------------------------------------------------------- |
| 30. Juni 2019 | 1    | Ironman France                                               | Nizza           | 07:16:16 | Radfahren verkürzt wegen der hohen Temperaturen auf 152 km und das Laufen auf 30 km               |
| 13. Okt. 2018 | 17   | Ironman Hawaii                                               | Hawaii          | 08:18:18 |                                                                                                   |
| 29. Juli 2018 | 3    | Ironman Hamburg                                              | Hamburg         | 07:13:54 | Austragung ohne die Schwimmdistanz als Duathlon                                                   |
| 14. Okt. 2017 | 5    | Ironman Hawaii                                               | Hawaii          | 08:11:24 |                                                                                                   |
| 13. Aug. 2017 | 1    | Ironman Hamburg                                              | Hamburg         | 08:00:36 | Sieger bei der Erstaustragung – mit persönlicher Ironman-Bestzeit                                 |
| 8. Okt. 2016  | 26   | Ironman Hawaii                                               | Hawaii          | 08:42:03 |                                                                                                   |
| 15. Aug. 2016 | 1    | Embrunman                                                    | Embrun          | 09:35:45 |                                                                                                   |
| 27. Juli 2016 | 1    | Triathlon EDF Alpe d’Huez                                    | Alpe d’Huez     | 05:58:02 | Sieger auf der Langdistanz                                                                        |
| 5. Juni 2016  | 2    | Ironman France                                               | Nizza           | 08:30:35 |                                                                                                   |
| 10. Apr. 2016 | DNF  | Ironman South Africa                                         | Port Elizabeth  | –        |                                                                                                   |
| 26. Sep. 2015 | 2    | Ironman Mallorca                                             | Alcúdia         | 08:19:36 |                                                                                                   |
| 29. März 2015 | 10   | Ironman South Africa                                         | Port Elizabeth  | 08:47:45 |                                                                                                   |
| 20. Juli 2014 | 5    | Challenge Roth                                               | Roth            | 08:11:44 |                                                                                                   |
| 6. Apr. 2014  | 18   | Ironman South Africa                                         | Port Elizabeth  | 09:37:42 |                                                                                                   |
| 12. Okt. 2013 | 4    | Ironman Hawaii                                               | Hawaii          | 08:21:46 |                                                                                                   |
| 15. Aug. 2013 | 3    | Embrunman                                                    | Embrun          | 09:50:31 | auf der Langdistanz                                                                               |
| 14. Juli 2013 | 2    | Challenge Roth                                               | Roth            | 08:04:13 |                                                                                                   |
| 18. Mai 2013  | 2    | Ironman Texas                                                | The Woodlands   | 08:27:35 |                                                                                                   |
| 8. Juli 2012  | 1    | ETU Challenge Long Distance Triathlon European Championships | Roth            | 07:59:59 | Triathlon-Europameisterschaft auf der Langdistanz im Rahmen des Challenge Roth                    |
| 29. Juli 2012 | DNF  | ITU Long Distance Triathlon World Championships              | Vitoria-Gasteiz | –        | Weltmeisterschaft auf der Triathlon-Langdistanz                                                   |
| 27. Juli 2011 | 6    | Triathlon EDF Alpe d’Huez                                    | Alpe d’Huez     | 06:03:02 | auf der Langdistanz                                                                               |
| 10. Apr. 2011 | 3    | Ironman South Africa                                         | Port Elizabeth  | 08:13:18 |                                                                                                   |
| 6. Nov. 2010  | 1    | Ironman Florida                                              | Panama City     | 08:15:59 | erster Ironman-Sieg mit einer Marathon-Zeit von 2:43:08 Stunden                                   |
| 15. Aug. 2010 | 2    | Embrunman                                                    | Embrun          | 09:45:47 |                                                                                                   |
| 28. Juli 2010 | 1    | Triathlon EDF Alpe d’Huez                                    | Alpe d’Huez     |          | Sieger auf der Langdistanz                                                                        |
| 18. Juli 2010 | 6    | Challenge Roth                                               | Roth            | 08:18:47 |                                                                                                   |
| 15. Aug. 2009 | 3    | Embrunman                                                    | Embrun          | 09:50:31 |                                                                                                   |
| 5. Juli 2009  | 2    | Ironman Austria                                              | Klagenfurt      | 08:14:18 | zweiter Rang in Österreich hinter Marino Vanhoenacker                                             |
| 5. Apr. 2009  | 6    | Ironman South Africa                                         | Port Elizabeth  | 08:55:24 |                                                                                                   |
| 13. Apr. 2008 | 10   | Ironman South Africa                                         | Port Elizabeth  | 08:52:17 |                                                                                                   |
| 18. März 2007 | 19   | Ironman South Africa                                         | Port Elizabeth  | 09:48:38 | erster Start auf der Ironman-Distanz (3,86 km Schwimmen, 180,2 km Radfahren und 42,195 km Laufen) |

| Datum/Jahr    | Rang | Wettbewerb          | Austragungsort | Zeit | Bemerkung |
| ------------- | ---- | ------------------- | -------------- | ---- | --------- |
| 20. Feb. 2016 | 2    | Xterra South Africa | Waco           |      |           |

(DNF – Did Not Finish)